# 胡安·埃斯卡雷
胡安·埃斯卡雷（西班牙語：Juan Escarré，1969年2月23日—），西班牙男子曲棍球运动员。他曾代表西班牙参加1996年、2000年和2004年夏季奥林匹克运动会曲棍球比赛，其中1996年奥运会获得一枚银牌。